# Carl Runge
Carl David Tolmé Runge (Bremen, 30 de agosto de 1856 — Göttingen, 3 de janeiro de 1927) foi um matemático alemão.
Foi inicialmente professor da Universidade de Hanôver e em 1904, sob influência de Felix Klein, foi chamado para a Universidade de Göttingen, para a nova cadeira de matemática aplicada (a primeira deste tipo na Alemanha).
Em Hannover contribuiu para a física da espectroscopia. Em Göttingen desenvolveu, juntamente com Martin Wilhelm Kutta, o método de Runge-Kutta para a resolução numérica de problemas de valores iniciais. Famosa é também sua observação de polinómios de interpolação e o seu comportamento quando se aumenta o grau do polinómio.

## Trabalhos
- Ueber die Krümmung, Torsion und geodätische Krümmung der auf einer Fläche gezogenen Curven (PhD dissertation, Friese, 1880)
- Praxis der Gleichungen (G.J. Göschen, Leipzig, 1900)
  - Praxis der Gleichungen, zweite, verbesserte Auflage (W. de Gruyter, Berlin, 1921)[2]
- Analytische Geometrie der Ebene (B.G. Teubner, Leipzig, 1908)[3]
- Graphical methods; a course of lectures delivered in Columbia university, New York, October, 1909, to January, 1910 (Columbia University Press, New York, 1912)
- Graphische Methoden (Teubner, 1912)[4]
  - Graphische Methoden, dritte Auflage (Teubner, 1928)
- Vektoranalysis (S. Hirzel, Leipzig, 1919)
  - Vector Analysis (Methuen & Co., London, 1923); translated from 1919 German original by H. Levy
- Carl Runge und Hermann König: Vorlesungen über numerisches Rechnen (Springer, Heidelberg, 1924)